# Jodometrie
Jodometrie je princip odměrného stanovení založený na redukci jodu na jodid v neutrálním prostředí.
Použití této titrační metody v analytické chemii vychází z faktu, že thiosíranový anion stechiometricky reaguje s jodem, redukuje ho na jodid a sám je oxidován na tetrathionan:
2 S2O 2-
3  (aq) + I2 (aq) → S4O 2-
6  (aq) + 2 I− (aq)

## Reduktometrie
V reduktometrii: přidá se nadbytek I−, uvolní se ekvivalentní množství jodu a ten se stanoví titrací Na2S2O3. Hodnoty potenciálu závisejí na H+ (přesněji: H3O+) iontech. Jako indikátor se používá škrobový maz – specifický indikátor (škrob vytváří specificky s jodem modrý klathrátový komplex). Stanovit můžeme: Cl2, Br2, ClO−, BrO−, IO−, BrO -
3 , IO -
3 , Cr2O 2-
7 , MnO -
4 , O 2-
2 , Cu2+, Fe3+ aj. Dále je založena na oxidaci jodidu v kyselém prostředí na jod:

## Oxidimetrie
V oxidimetrii: Přímá titrace jodu. Stanovují se látky, jejichž potenciál je dostatečně nižší. Stanovit můžeme: As3+, Sb3+, Sn2+, S2O 2-
3 , S2−
Základní látky: resublimovaný jod, As2O3

## Příprava odměrného roztoku Na2S2O3
Princip: K přípravě se používá Na2S2O3. 5 H2O. Tento roztok se ve vodném prostředí při nepatrném okyselení rozkládá, je nutno přidat Na2CO3; dalším důvodem pro přidání Na2CO3 je zabránění nepřesnosti stanovení, způsobované oxidací titrovaného roztoku vzdušným kyslíkem: vznikající oxid uhličitý je těžší než vzduch. Připravuje se 1,5 l odměrného roztoku o koncentraci 0,1 mol·l−1.

## Stanovení přesné koncentrace odměrného roztoku
Princip: Stanovuje se na K2Cr2O7. Nejprve se převede na odpovídající množství jodu:
Vzniklý jod se titruje thiosíranem na škrobový maz:
Příprava roztoku jodu:
Princip: Jod je ve vodě málo rozpustný, proto se k roztoku přidává KI (jodid draselný), který pomáhá rozpustit jod a také zabraňuje nepřesnosti při titraci, která by byla způsobena těkavostí jodu. Vzniká totiž netěkavý trijodid (I -
3 ). Připravuje se 1 l o koncentraci 0,05 mol·l−1.
Stanovení přesné koncentrace jodu:
Princip: Používá se standardní odměrný roztok thiosíranu na indikátor škrobový maz.